# 9834 Kirsanov
A 9834 Kirsanov (ideiglenes jelöléssel 1982 TS1) a Naprendszer kisbolygóövében található aszteroida. Ljudmila Georgijevna Karacskina fedezte fel 1982. október 14-én.